# إسماعيل شرقي
إسماعيل شرقي دبلوماسي جزائري، ولد في 4 سبتمبر 1956. أُعيد انتخابه مفوضاَ للسلم والأمن بمفوضية الاتحاد الافريقي بعد ولايته الأولى لمدة أربع سنوات. يتمتع السفير شرقي بخبرة تمتد لثلاثين عاماً من خلال عمله بوزارة خارجية الجزائر، وأكثر من عشرين عاماً في مناصب ذات مسؤوليات عالية. اكتسب خبرة واسعة في إدارة الشؤون الأفريقية، وخاصة من خلال عمله سفيراً وممثلاً دائماً للجزائر.

## رئاسة مفوضية مجلس السلام والأمن الأفريقي
انتخب في سنة 2013 على رأس مفوضية السلم والأمن بمفوضية الاتحاد الافريقي لمدة أربعة سنوات.
اعيد انتخابه في 30 جانفي 2017 خلال اشغال القمة 28 لمنظمة الاتحاد الأفريقي بأديس ابابا وتحصل على 36 صوت من بين 54 صوتا.